# 50 & Counting Tour
50 & Counting Tour bylo koncertní turné britské rockové skupiny The Rolling Stones. Konalo se ku příležitosti 50. výročí od vzniku skupiny. Turné bylo zahájeno dvěma "tajnými" koncerty v Paříži (skupina zde společně vystoupila po pěti letech) a skončilo dvěma koncerty v londýnském Hyde Parku.

## Nahrávky
Poslední dva koncerty v londýnském Hyde Parku byly natočeny pro zvukový i filmový materiál, CD vyšlo pod názvem Hyde Park Live a DVD/Blu-ray pod názvem Sweet Summer Sun: Live in Hyde Park.

## Setlist
Toto je nejčastější hraný seznam skladeb
Autory všech skladeb jsou Jagger/Richards pokud není uvedeno jinak.
1. "Get Off of My Cloud"
2. "It's Only Rock 'n' Roll (But I Like It)"
3. "Paint It Black"
4. "Gimme Shelter"
5. "Worried About You"
6. "Street Fighting Man"
7. "Emotional Rescue"
8. "Doom and Gloom"
9. "One More Shot"
10. "Honky Tonk Women"
11. "You Got the Silver"
12. "Before They Make Me Run"
13. "Midnight Rambler"
14. "Miss You"
15. "Start Me Up"
16. "Tumbling Dice"
17. "Brown Sugar"
18. "Sympathy for the Devil"

Přídavek:
1. "You Can't Always Get What You Want"
2. "Jumpin' Jack Flash"
3. "(I Can't Get No) Satisfaction"

## Sestava
The Rolling Stones
- Mick Jagger - (zpěv, kytara, harmonika)
- Keith Richards - (kytara, zpěv)
- Ronnie Wood - (kytara)
- Charlie Watts - (bicí)

Speciální hosté
- Mick Taylor - (kytara)
- Bill Wyman - (baskytara)

Doprovodní členové
- Lisa Fischer - (doprovodné vokály, zpěv)
- Bernard Fowler - (doprovodné vokály)
- Chuck Leavell - (klávesy, doprovodné vokály)
- Darryl Jones - (baskytara, doprovodné vokály)
- Bobby Keys - (saxofon)
- Tim Ries - (saxofon)

## Turné v datech
| 25. října 2012     | Paříž         | Francie       | Le Trabendo                      | —                 |              |
| 29. října 2012     | Paříž         | Francie       | Théâtre Mogador                  | —                 |              |
| 25. listopadu 2012 | Londýn        | Anglie        | O2 Arena                         | 31,755 / 31,755   | $17,100,700  |
| 29. listopadu 2012 | Londýn        | Anglie        | O2 Arena                         | 31,755 / 31,755   | $17,100,700  |
| Severní Amerika    |               |               |                                  |                   |              |
| 8. prosince 2012   | New York City | Spojené státy | Barclays Center                  | 14,471 / 14,471   | $7,297,560   |
| 12. prosince 2012  | New York City | Spojené státy | Madison Square Garden            | —                 |              |
| 13. prosince 2012  | Newark        | Spojené státy | Prudential Center                | 27,476 / 27,476   | $14,288,750  |
| 15. prosince 2012  | Newark        | Spojené státy | Prudential Center                | 27,476 / 27,476   | $14,288,750  |
| 27. dubna 2012     | Los Angeles   | Spojené státy | Echoplex                         | —                 |              |
| 3. května 2013     | Los Angeles   | Spojené státy | Staples Center                   | 28,313 / 28,313   | $9,933,548   |
| 5. května 2013     | Oakland       | Spojené státy | Oracle Arena                     | 14,133 / 14,133   | $5,068,993   |
| 8. května 2013     | San Jose      | Spojené státy | HP Pavilion at San Jose          | 12,803 / 12,803   | $4,507,648   |
| 11. května 2013    | Las Vegas     | Spojené státy | MGM Grand Garden Arena           | 13,327 / 13,327   | $6,119,172   |
| 15. května 2013    | Anaheim       | Spojené státy | Honda Center                     | 26,579 / 26,579   | $8,163,662   |
| 18. května 2013    | Anaheim       | Spojené státy | Honda Center                     | 26,579 / 26,579   | $8,163,662   |
| 20. května 2013    | Los Angeles   | Spojené státy | Staples Center                   |                   |              |
| 25. května 2013    | Toronto       | Kanada        | Air Canada Centre                | 31,149 / 31,149   | $11,526,570  |
| 28. května 2013    | Chicago       | Spojené státy | United Center                    | 43,763 / 43,763   | $16,524,615  |
| 31. května 2013    | Chicago       | Spojené státy | United Center                    | 43,763 / 43,763   | $16,524,615  |
| 3. června 2013     | Chicago       | Spojené státy | United Center                    | 43,763 / 43,763   | $16,524,615  |
| 6. června 2013     | Toronto       | Kanada        | Air Canada Centre                |                   |              |
| 9. června 2013     | Montreal      | Kanada        | Bell Centre                      | 14,654 / 14,654   | $4,299,296   |
| 12. června 2013    | Boston        | Spojené státy | TD Garden                        | 24,277 / 24,277   | $7,577,375   |
| 14. června 2013    | Boston        | Spojené státy | TD Garden                        | 24,277 / 24,277   | $7,577,375   |
| 18. června 2013    | Philadelphia  | Spojené státy | Wells Fargo Center               | 29,894 / 29,894   | $9,245,276   |
| 21. června 2013    | Philadelphia  | Spojené státy | Wells Fargo Center               | 29,894 / 29,894   | $9,245,276   |
| 24. června 2013    | Washington DC | Spojené státy | Verizon Center                   | 14,404 / 14,404   | $4,529,226   |
| Evropa             |               |               |                                  |                   |              |
| 29. června 2013    | Pilton        | Anglie        | Worthy Farm, Glastobury Festival | —                 |              |
| 6. července 2013   | Londýn        | Anglie        | Hyde Park                        | 130,000 / 130,000 | $22,686,623  |
| 13. července 2013  | Londýn        | Anglie        | Hyde Park                        | 130,000 / 130,000 | $22,686,623  |
| Total              | Total         | Total         | Total                            | 456,998 / 456,998 | $148,869,014 |